# Brestová (osada)
Brestová (horáreň i poľana) se nachází na Oravě, v katastrálním území obce Zuberec.
Osada se nachází v nadmořské výšce přibližně 900 m n. m. a tvoří ji Muzeum oravské dědiny, amfiteátr, zastávka SAD, pramen vody a prodejna suvenýrů.

## Přírodní zajímavosti
Několik metrů od polany se nachází jáma Madejka, jinak zvaná i Brestovská jeskyně. Nedaleko se nachází PR Mačie diery, se zajímavými skalními masivy, které jsou počátkem hřebene Osobité (1687 m n. m.).
Přes Brestovou protéká Studený potok, který se při Podbielu vlévá do řeky Orava.

## Přístup
- autobusem ze Zuberce, nebo pěšky z obce asi 40 minut
- po  červené značce ze Zuberce na chatu Zverovka a dále do Roháčské doliny
- po  žluté značce z Habovky (0:55 hodiny)
- po  zelené značce přes sedlo Bôrik do Oravíc (asi 2:25 hodiny)